# Сражение при Пакозде (1848)
Сражение при Пакозде или сражение при Сукоро — первое сражение во время Войны за независимость Венгрии 1848—1849 годов, произошедшее 29 сентября 1848 года в треугольнике Пакозд — Сукоро — Патка. В нём венгерская революционная армия под командованием генерал-лейтенанта Яноша Моги остановила войска хорватского бана Йосипа Елачича, которые, в соответствии с планами Габсбургов, двинулись к Пешту, чтобы занять его и изгнать венгерское национальное правительство. 

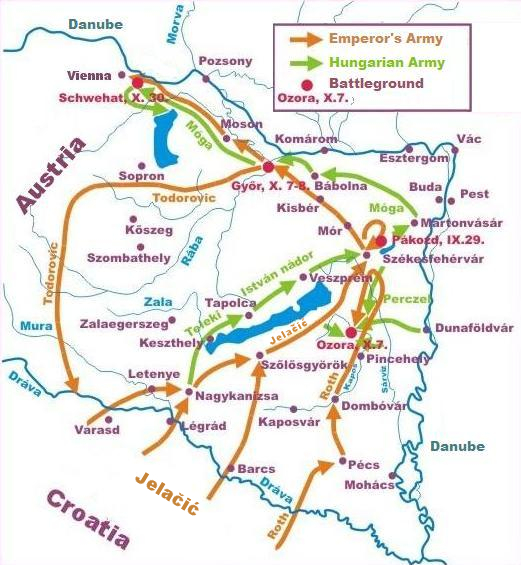
Наступление бана Елачича

Австрийской империи не хватало военной силы, чтобы подавить венгерскую революцию, поэтому правители Вены решили воспользоваться недовольством хорватов, входивших в Венгерское королевство, и направить их войска на Пешт, чтобы занять его и изгнать венгерское национальное правительство.
В сентябре 1848 года австро-хорватская армия численностью около 40 000 человек (из них 15 — 20 000 необученных) под командованием бана Йосипа Елачича ворвалась в Венгрию.
Известие об этом в сочетании с тем фактом, что австрийцы нарушили свои прежние обещания, вызвали большое раздражение среди венгров, которые немедленно стали организовывать собственную армию для встречи с войсками Габсбургов. 13 сентября Баттьяни объявил о всеобщем народном восстании в Задунайском крае. 22 сентября Кошут в манифесте призвал венгерских солдат за границей вернуться домой, а затем, 24 сентября, отправился вербовать гонведов на Великие равнины. В результате этих усилий к последним числам сентября основным венгерским силам, выросшим примерно до двадцати шести тысяч человек, удалось занять оборонительную позицию севернее озера Веленце. Новым командующим армией стал имперский и королевский генерал-лейтенант Янош Мога.
Утром 29 сентября венгерская армия заняла выгодные позиции между деревней Патка и городом Веленце. План Елачича состоял в том, чтобы сломить правый фланг венгров у Патки, а затем направить согласованную атаку в центр, что, как он надеялся, приведет к полному уничтожению вражеской армии.
Битва началась с того, что генерал-майор Кемпен с 8000 человек атаковал венгерские позиции в Патке и вынудил защитников отступить после короткого боя. Однако венгерское правое крыло перешло в контратаку и сумело остановить наступление австрийцев. Елачич начал свою главную атаку по венгерскому центру, которая была отбита.
Посовещавшись с Кемпеном, Елачич начал переговоры о прекращении огня; в это время австрийцы ушли с поля боя под прикрытием артиллерии.
Хотя битва закончилась победой венгров, успех не был использован. Вскоре после этого было заключено перемирие, и венгры отошли в Мартонвашар. В свою очередь, Елачич, опасавшийся окружения, организовал отступление в сторону Вены.
Благодаря этой победе Венгрия отразила первую попытку империи Габсбургов свергнуть автономное венгерское правительство и восстановить свой полный контроль над страной. Несмотря на небольшой размер битвы по сравнению с будущими сражениями, победа подняла боевой дух венгерской армии, сумевшей встретить и разгромить войска императора.